# Johann Ferdinand Kuefstein
Jan Ferdinand I. hrabě z Kuefsteina (Johann Ferdinand I. Graf von Kuefstein, Freiherr auf Greillenstein; 26. března 1688 Vídeň – 12. dubna 1755 Vídeň) byl rakouský šlechtic, diplomat a politik. Během své kariéry střídal službu ve státní správě, diplomatických službách a u císařského dvora ve Vídni, nakonec se stal dvorským místokancléřem a místodržitelem v Dolních Rakousích (1746–1749).

## Životopis

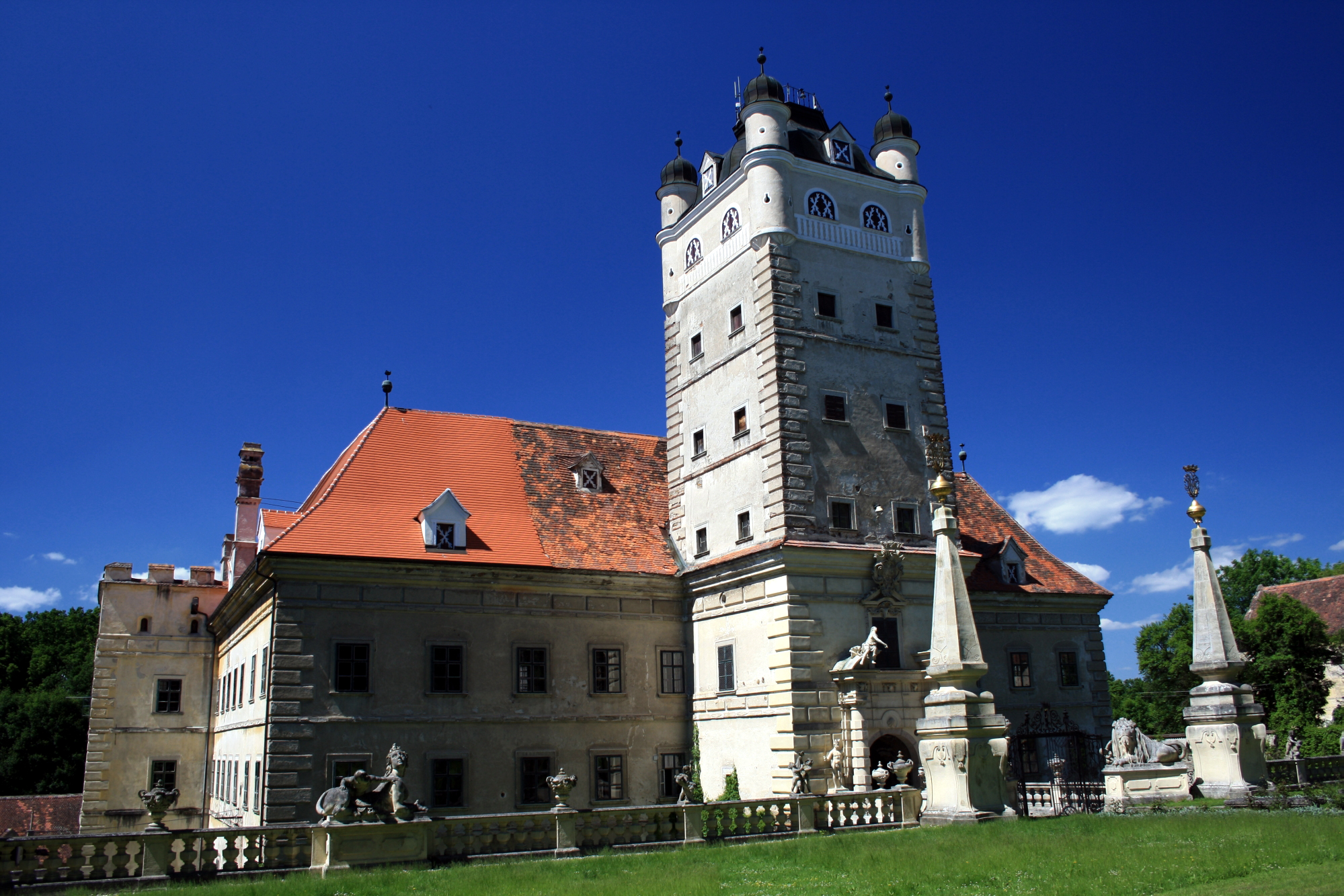
Zámek Greillenstein, hlavní sídlo rodu Kuefsteinů

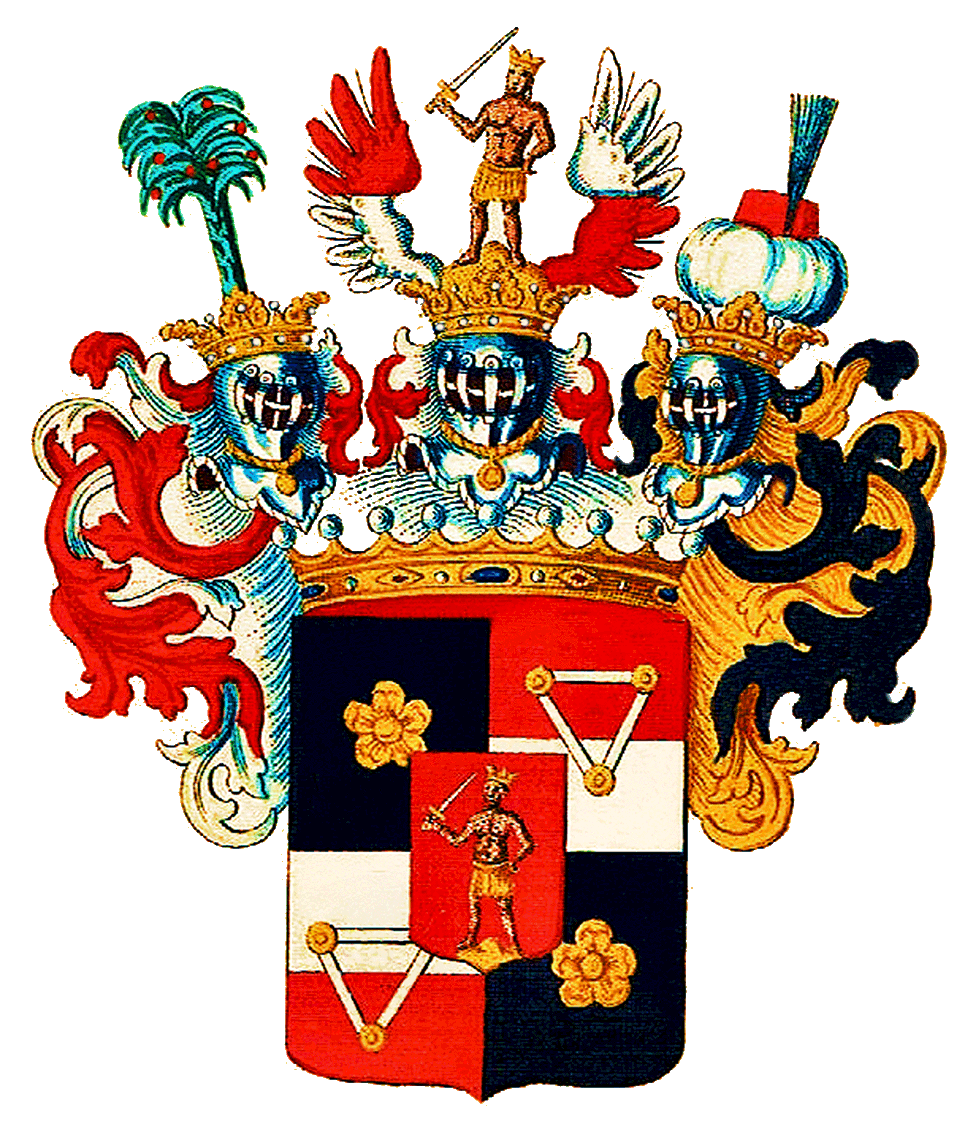
Erb Kuefsteinů

Pocházel ze starého šlechtického rodu Kuefsteinů, který vlastnil statky v Dolních Rakousích (Litschau, Greillenstein). Patřil k početné rodině císařského tajného rady a maltézského rytíře Jana Jiřího IV. z Kuefsteinu (1645–1699), narodil se jako třináctý ze čtrnácti dětí. Studoval práva na univerzitě ve Vídni, poté absolvoval kavalírskou cestu, během níž ještě krátce studoval v Gießenu a po návratu se zapojil do státních služeb. Původně byl komorníkem u pozdější císařovny Marie Amálie, později působil jako rada dolnorakouského místodržitelství. V roce 1716 byl jmenován říšským dvorním radou a skutečným císařským komořím. Poté strávil několik na diplomatických cestách v Říši, kde bylo jeho úkolem přimět německé panovníky k uznání pragmatické sankce. Jako diplomat pobýval u biskupských dvorů v Lutychu a Mohuči, po roce 1723 u říšských hrabat v Porýní. V roce 1730 byl jmenován c. k. tajným radou a od roku 1735 byl rakouským dvorským místokancléřem. Jako držitel českého inkolátu byl v únoru 1734 vyslancem Českého království na říšském sněmu v Řezně. Závěr svého veřejného působení strávil ve funkci místodržitele v Dolních Rakousích (1746–1749).
Za zásluhy obdržel v roce 1734 právo velkého palatinátu, od roku 1746 byl také členem říšského kolegia švábských hrabat, mimo jiné získal v roce 1725 inkolát v Čechách. Jeden z jeho starších bratrů Jan Leopold Antonín (1676–1745), byl císařským tajným radou a krátce majitelem panství Náměšť nad Oslavou. Po Janu Leopoldovi zdědil Jan Ferdinand kmenová rodová panství v Dolních Rakousích, několik let se ale soudil o majetkové nároky s příbuznými. Fakticky převzal správu panství až v roce 1751. Jeho manželkou byla hraběnka Marie Anna Breunerová (1700–1766), dcera generála a člena dvorské válečné rady Maxmiliána Ludvíka Breunera (1643–1716). Měli spolu jediného syna Jana Ferdinanda II. (1727–1789), který byl pokračovatelem rodu na panství Greillenstein.